# ناحية حمين
ناحية حمين إحدى نواحي سوريا تتبع إداريّاً لمحافظة طرطوس منطقة دريكيش ومركزها بلدة حمين، بلغ تعداد سكان الناحية 8,679 نسمة حسب التعداد السكاني لعام 2004.

## بلدات وقرى ناحية حمين
بيت الراهب، ضهر مطرو، حبابة، حمين، جورة الجواميس، الجراص، المصطبة، الملاجة.